# Jenny Diver
Jenny Diver, née Mary Young (1700 - 18 mars 1741) est une célèbre pickpocket britannique, une des plus connues de son époque grâce à ses capacités remarquables.

## Biographie
Née vers  1700 en Irlande, Diver est la fille illégitime d'un père inconnu et d'une servante, Harriet Jones, une femme de chambre, séduite par un noble seigneur, qui l'abandonne. Chassée par ses proches, elle donne naissance à Jenny, et meurt alors que celle-ci n'a que 5 ans. Elle grandit en famille d'accueil dans le nord de l'Irlande, sous la garde d'une femme âgée qu'elle appelle simplement « nourrice ». A 10 ans elle est envoyée à l'école à Newgate, où elle reçoit une bonne éducation, qui lui sera utile dans la suite de sa carrière. D'origine irlandaise, elle prétend être de parenté anglaise. Elle est une couturière compétente, et finalement émigre à Londres, où elle devient une apprentie d'Anne Murphy, la chef d'un gang de pickpockets. Elle devient rapidement une voleuse si douée qu'elle prend la tête du gang de Murphy et est surnommée « Jenny Diver ». En dépit de l'augmentation du nombre de personnes dans le gang, Jenny elle-même a dirigé les opérations avec l'assistance de ses associés originaux, et particulièrement avec l'homme qu'elle a choisi pour compagnon.

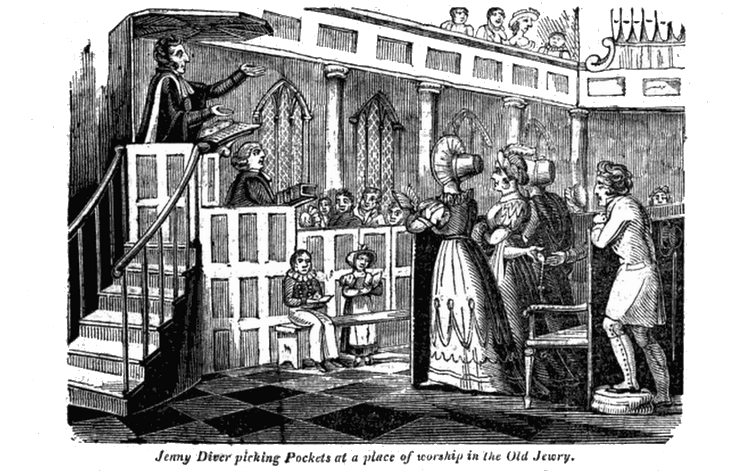
Illustration de l'article consacré à Jenny Diver dans The Newgate Calendar

Jenny Diver est décrite comme jolie, éduquée et bien vêtue. Elle est capable de se fondre parmi des gens aisés sans attirer de soupçons. Sa méthode la plus connue était sans doute de feindre la maladie, ce faisant, elle volait les personnes et donnait les objets à ses complices. Elle utilisait aussi des faux bras qui lui permettaient de voler les personnes en laissant ses bras (les faux) en évidence sur ses genoux.
À deux occasions, en 1733 et 1738, Diver est arrêtée, donne au tribunal un faux nom sans casier judiciaire, et est condamnée à la déportation comme primo-délinquante. Lors de ces deux occasions, elle soudoie le capitaine du navire de déportation pour obtenir des conditions de voyage plus confortables en gardant ses biens, puis elle soudoie le gouverneur de Virginie pour la délivrer de sa peine, et enfin, le capitaine, pour la ramener à Londres. Le 10 janvier 1741, elle est arrêtée pour la troisième fois, mais cette fois elle est correctement identifiée et n'a pas pu donner un faux nom. Elle est arrêtée et appréhendée avec une complice, Elizabeth Davies, alors qu'elle essaye de voler le porte-feuille de la poche d'une femme tandis qu'un complice propose à cette femme de l'aider à franchir une flaque d'eau (l'homme réussit à s'échapper).
Jenny Diver se défend à la fois elle-même et défend Davies en tant que témoin ordinaire. Elle est accusée non seulement de vol, mais aussi d'être revenue après sa déportation, ce qui est un crime capital. Les deux sont condamnées à mort, bien qu'ayant tenté d'obtenir une atténuation de la peine en affirmant être enceintes, mais tandis que Davies est déportée, la peine de Diver n'est pas commuée. Le jour avant son accusation, son enfant, d'à peu près trois ans, est emmené à la prison par la femme chargée de le garder pour qu'elle puisse lui faire ses adieux. 
En raison de sa réputation de criminelle célèbre, elle est emmenée à son exécution, en tenue de deuil, mais séparément des 19 autres condamnés, qui sont exécutés en même temps. Les témoins rapportent qu'elle s'est comportée avec calme et dignité. Son corps est enterré dans la cour de l'église de St. Pancras. 

## Postérité
- Diver a inspiré le personnage du même nom dans une pièce de théâtre de John Gay publiée en 1728, The Beggar's Opera, puis celui de Jenny dans L'Opéra de quat'sous en 1928 par Hauptmann/Brecht/Weill[3],[4]
- Le premier chapitre du Roman graphique d'Alan Moore La ligue des gentlemen extraordinaires, volume 3 : Century, « Car de quoi vit l'homme ? »  (une référence à la chanson du même nom dans L'Opéra de quat'sous), présente un personnage appelé Janni Dakkar, la fille de Capitaine Nemo, qui quitte l'île de son père et voyage vers l'Angleterre, en adoptant le surnom « Jenny Diver » (le premier mot étant une anglicisation de son nom indien, et le deuxième se référant à son aptitude à nager et à l'apnée). Au point d'orgue du premier chapitre, deux personnages chantent « Pirate Jenny » tandis que l'équipe du Nautilus pille les quais de Londres sous la direction de Janni/Jenny.